# Art de cour et d'apparat du royaume du Bénin

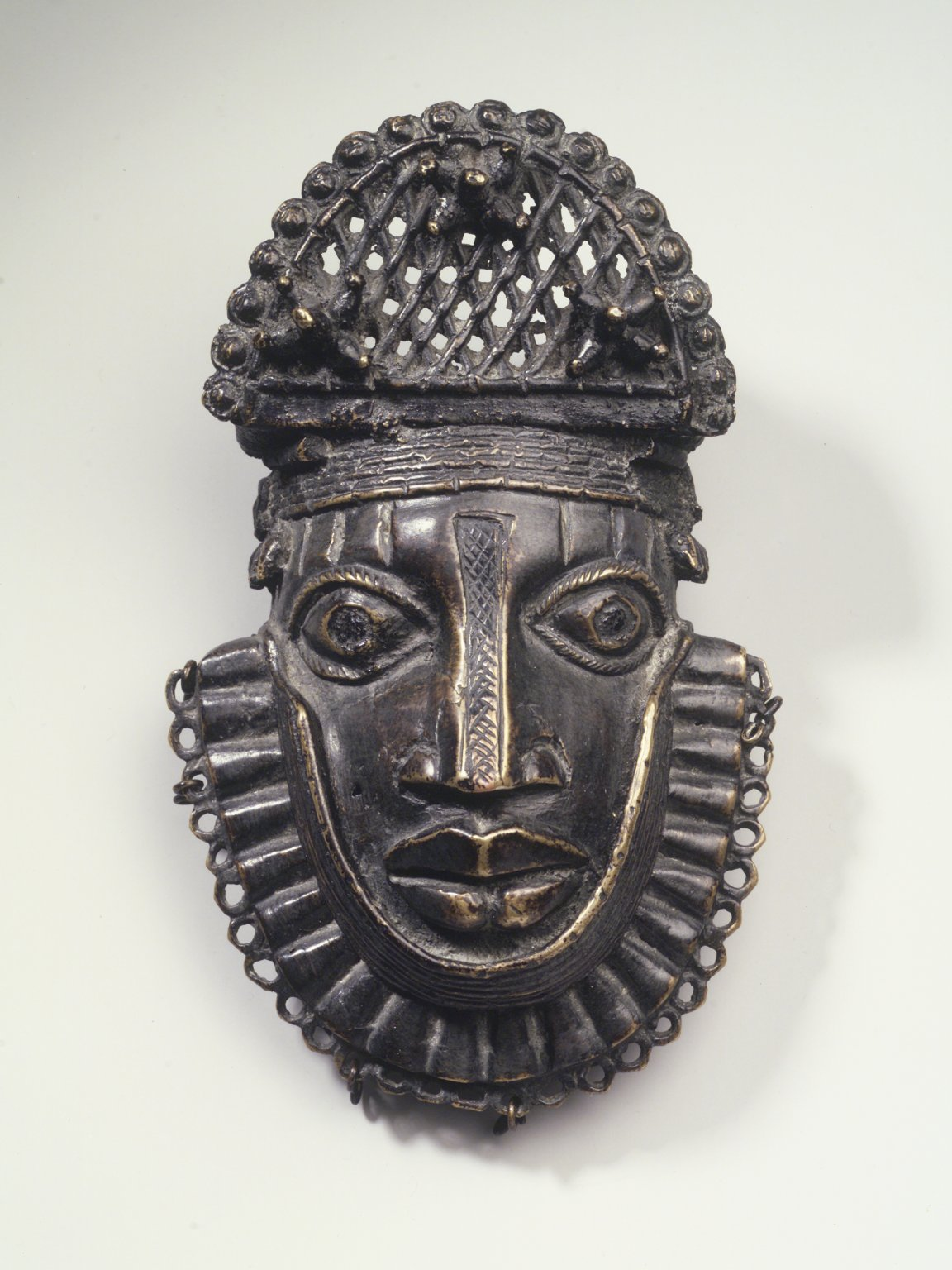
Ornement de hanche avec le visage d'Uhunmwun-ekue, Brooklyn Museum.

L'art de cour et d'apparat du royaume du Bénin constitue un corpus primordial de l'art du royaume du Bénin. Les cérémonies privées et publiques marquent de nombreux moments importants du calendrier annuel du royaume du Bénin. Dans le passé, une série de rites élaborés étaient exécutés tout au long de l'année pour assurer un soutien d'un autre monde au bien-être du royaume et pour célébrer les événements décisifs de son histoire.

## Pectoraux, ornements de hanche et pendentifs de taille

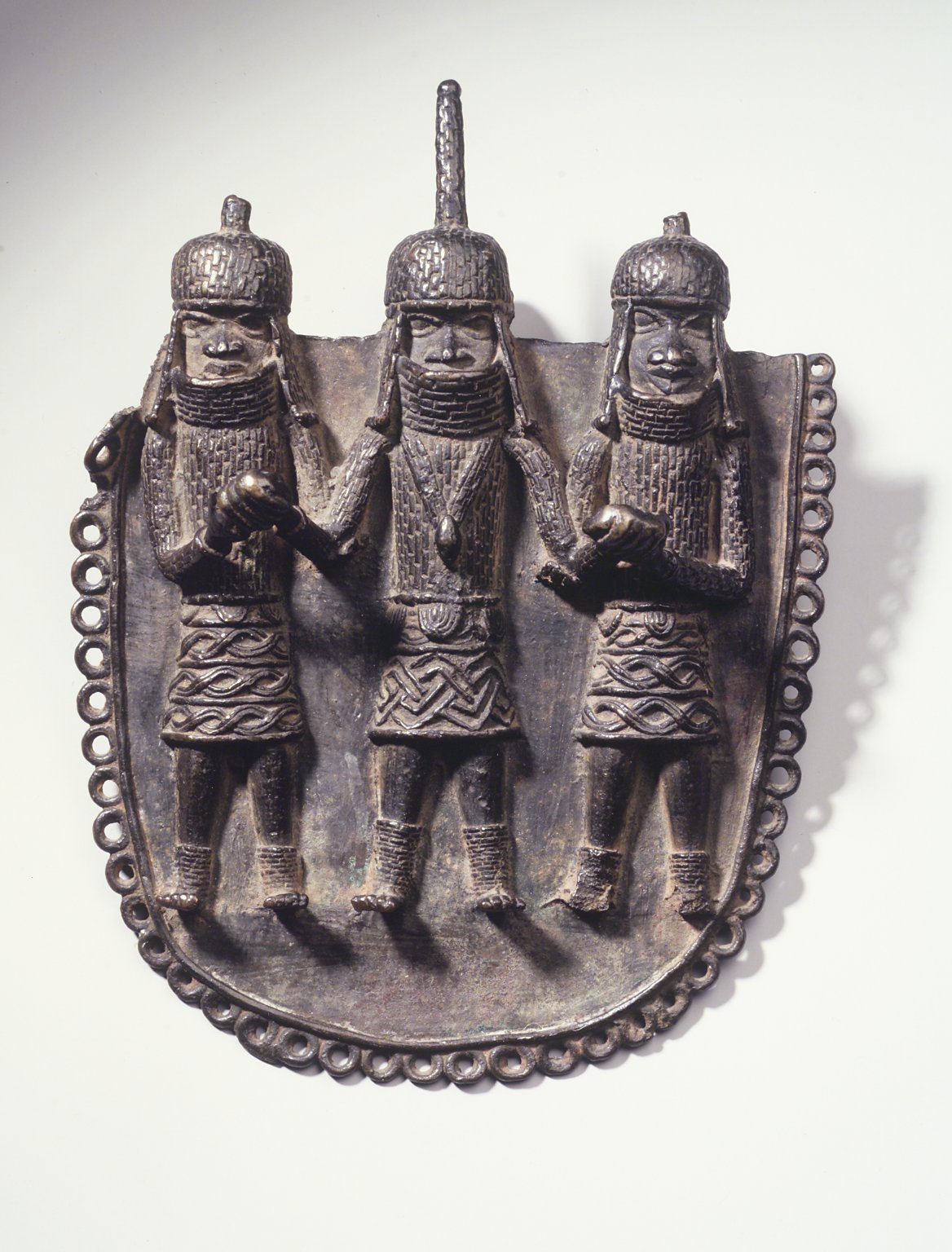
Pendentif de taille avec l'Oba et deux accompagnateurs, Brooklyn Museum.

Les chefs et les détenteurs de titres portent une variété d'ornements en laiton dans le cadre de leurs insignes élaborés lors des cérémonies au palais. La plupart sont portés à la hanche gauche, couvrant la fermeture de leurs jupes enveloppantes. Généralement en laiton, ils sont souvent portés horizontalement et sont maintenus en place par de larges boucles situées en haut et en bas du dos de la parure.
Les masques pectoraux représentent un visage humain symétriquement encadré par une bride ornementale avec des boucles pour de petits hochets métalliques, appelés crotales, en bas, sous les oreilles, et par une rangée de trapèzes saillants en haut, au-dessus des oreilles. Les fronts des masques pectoraux sont incrustés de rectangles de fer, connus sous le nom d'ikan aro (« canne à œil »), qui donnent au visage une allure de détermination, de férocité et de puissance propre à un souverain.
Les ornements que les chefs portent sur leur hanche gauche représentent le plus souvent le visage humain mais sont de forme différente des pectoraux. Ils ont une bride décorative autour de la partie inférieure du visage, représentant généralement soit un mudfish (poisson) enroulé, un treillis ajouré ou un motif guilloché, soit un col cannelé, avec une rangée de petites boucles directement en dessous ou derrière. Un collier de perles de corail est représenté sous le visage, avec un bonnet de perles de corail en treillis et avec des grappes de perles de corail sur les bords au-dessus. Le visage présente trois scarifications chéloïdes en relief (ikharo) au-dessus de chaque œil. Certains masques sont incrustés d'une bande de métal sur le front et/ou le nez. L'explication la plus probable de ce marquage est qu'il indique l'urebo, un mélange protecteur d'herbes et de craie, qui était frotté sur le nez et le front pendant les fêtes pour conjurer le danger.
Les boucles de suspension situées en haut indiquent que le pendentif était porté à la taille. De nombreux pendentifs béninois incorporaient des champs semi-circulaires ou en forme de bouclier dans leurs conceptions.

## Trompettes à souffle latéral

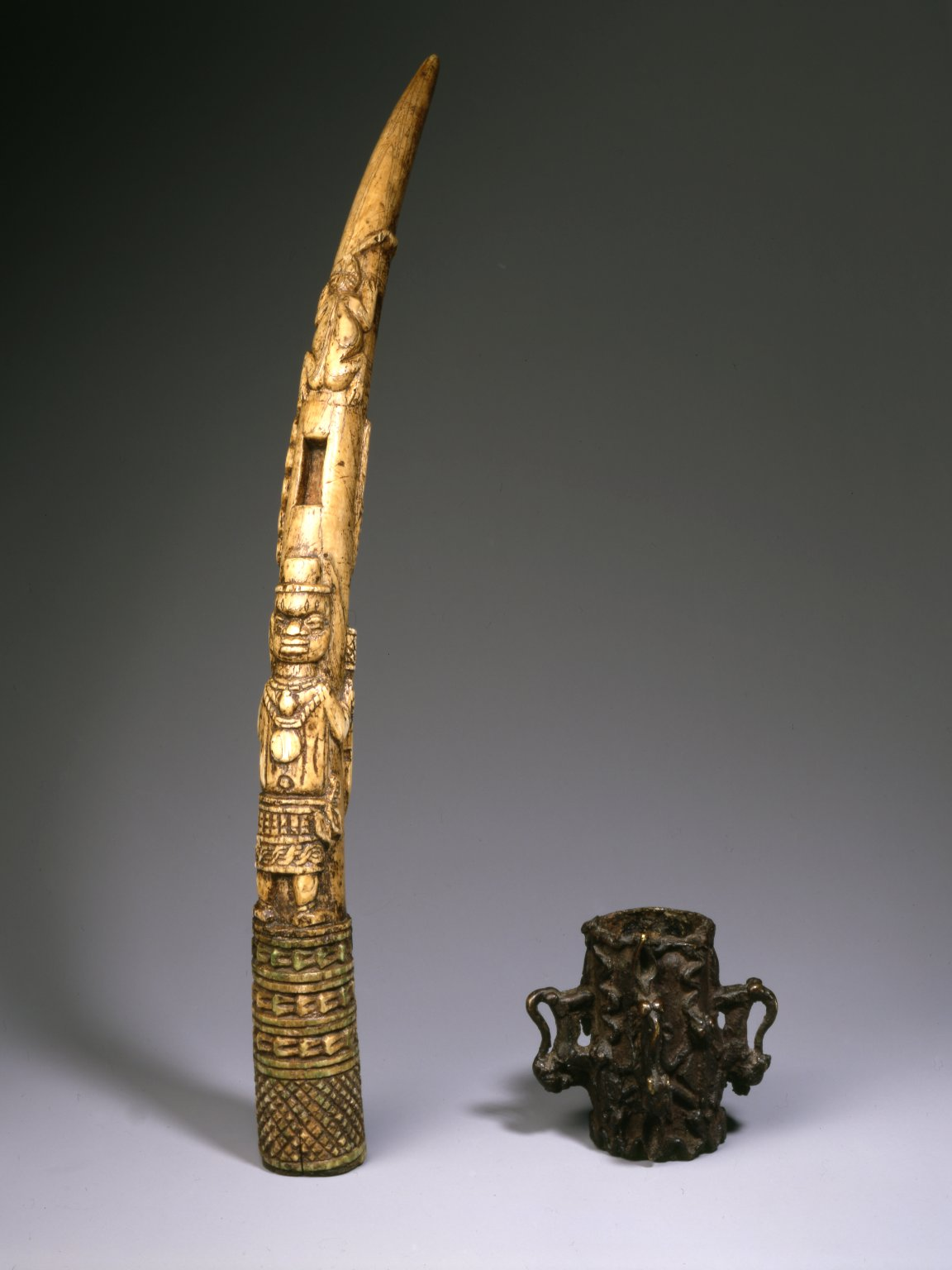
Trompette à soufflage latéral, Brooklyn Museum.

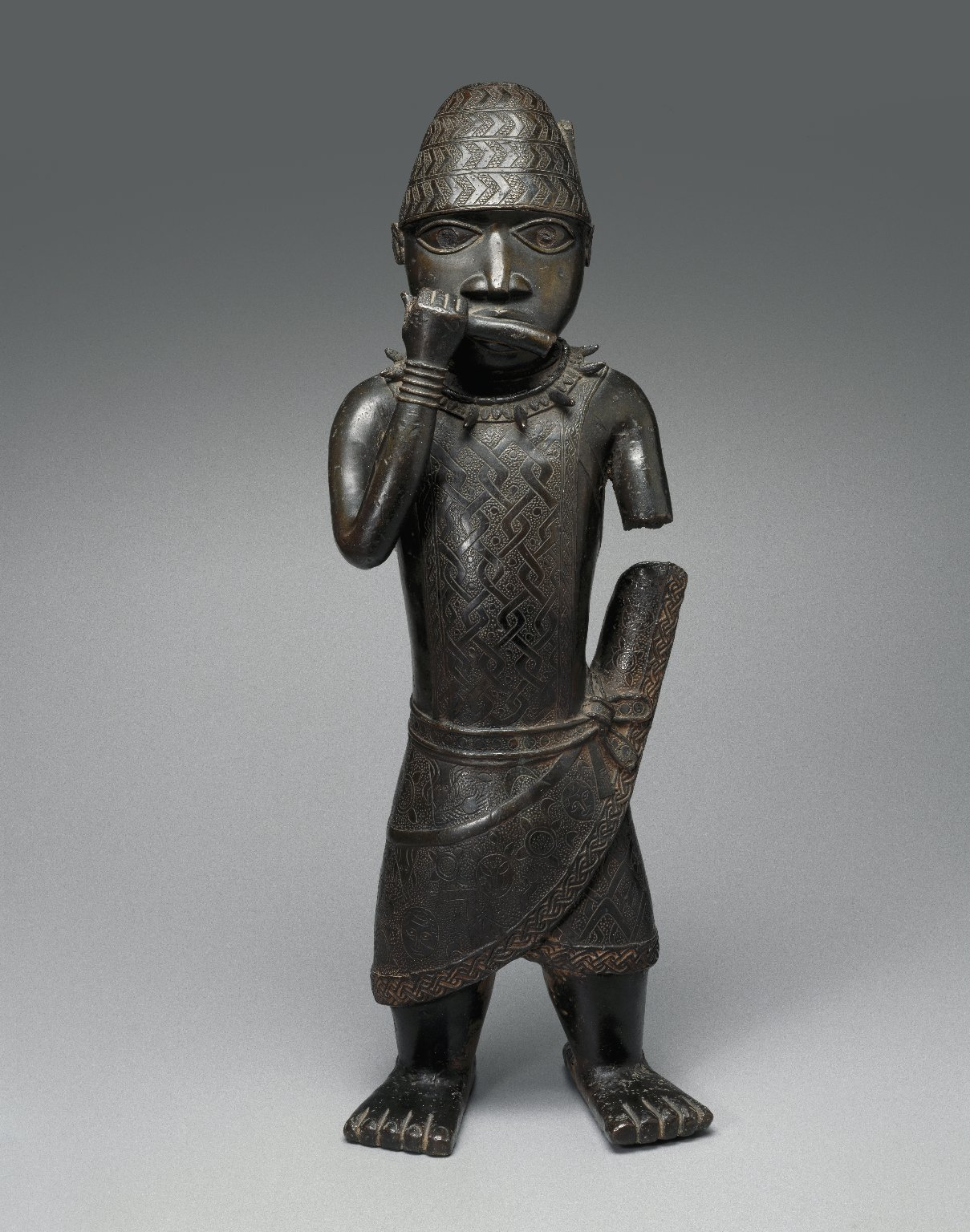
Figure d'un souffleur de trompe, Brooklyn Museum.

Les Akohen sont de grandes trompettes à soufflage latéral sculptées en ivoire et jouées par les serviteurs de l'oba du Bénin lorsqu'il apparaît en tenue de cérémonie complète lors des rituels du palais. Les akohen glorifient l'oba musicalement avec leurs sons profonds et perçants, et visuellement, leur ivoire blanc signifiant la richesse, la force et la pureté de l'oba.
Selon la tradition orale, les akohen ont été introduits par Oba Eresonyen bien que d'autres types de trompettes à soufflage latéral existaient auparavant.

## Récipients et instruments en laiton

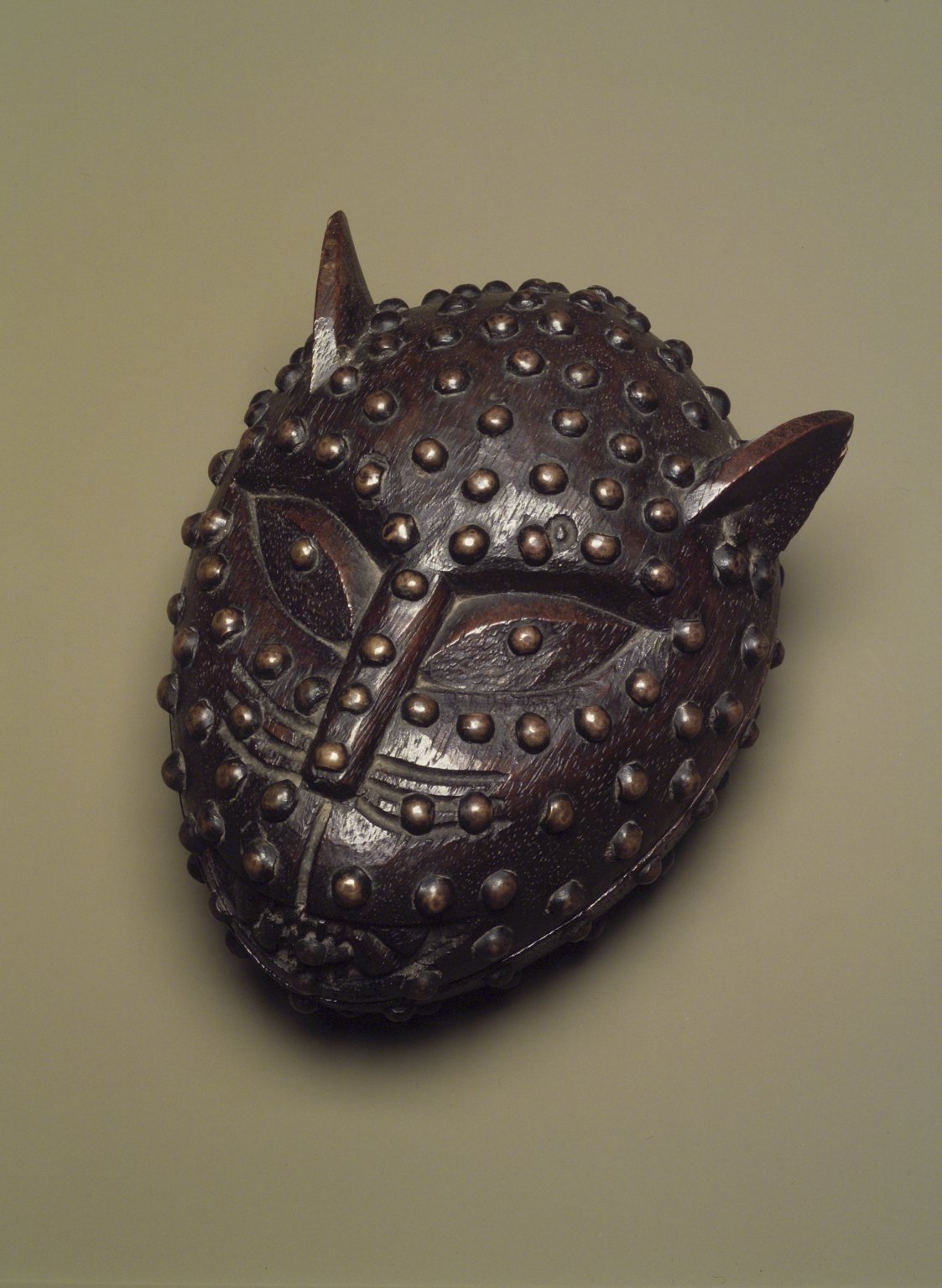
Boîte en forme de tête de léopard, Brooklyn Museum.

Une variété de récipients en laiton ont été fabriqués au royaume du Bénin, notamment des seaux, des bols, des cruches, des boîtes et des aquamaniles en forme de léopards et de béliers. Les historiens attribuent à Oba Ewuare, qui régna au milieu du XVe siècle, l'acquisition originale de ces récipients pour les utiliser dans les rituels du palais. Appelés iru, ces objets chargés spirituellement étaient utilisés dans le sanctuaire du père d'Olokun, Osanobua, le dieu créateur. Selon la tradition, Ewuare a entendu des voix dans les récipients qui répétaient « ise, ise, ise », une réponse rituelle typique. Il a ramené les aquamaniles dans son palais, où ils ont été placés sur le sanctuaire de l'État béninois, Ebo n'Edo.
Au royaume du Bénin d'aujourd'hui (Nigeria), les spécialistes rituels connus sous le nom d'Emuru, qui servent le sanctuaire d'Ebo n-Edo, portent des récipients en laiton contenant des substances protectrices. Le sanctuaire d'Ebo n'Edo, ses esprits, les prêtres qui les servent et les objets utilisés dans leurs rituels sont considérés comme des références à l'origine de la dynastie et à l'autorité des obas. Les aquamaniles béninois ont une importance plus grande que leur fonction utilitaire : ils font référence à l'autorité ancestrale de l'oba, à Ewuare et au pouvoir qui découle de la relation de l'Oba à Olokun.
Le léopard est la forme la plus courante d'aquamanile zoomorphe fabriquée au royaume du Bénin. Le léopard, « roi de la brousse », est l'un des principaux symboles de l'oba dans l'art béninois, exprimant sa nature féroce et agressive.

## Cloches cérémonielles

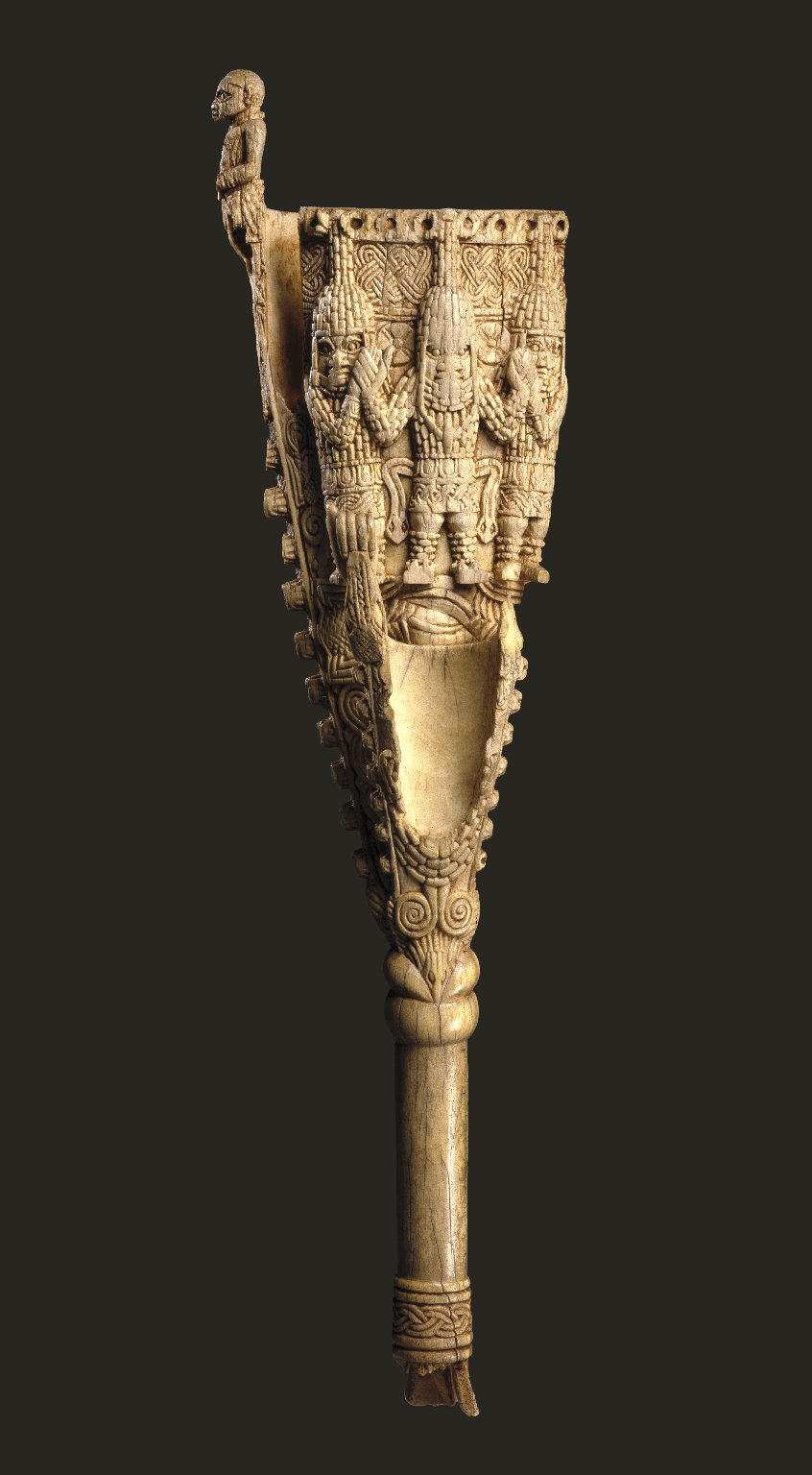
Cette double cloche en ivoire (Egogo) est l'une des plus anciennes sculptures en ivoire d'Afrique ; seules six de ces cloches en ivoire sont connues. Elles étaient utilisés par l'Oba lors de la cérémonie de l'Emobo pour chasser les mauvais esprits, sculptées avec l'Oba, soutenu par son commandant militaire et son héritier.

La cloche cérémonielle est portée autour de la taille par les notables et les chefs de guerre de l'entourage de l'oba lors des cérémonies et des défilés. Les cloches sont produites en alliage de cuivre issu du recyclage des manilles portugaises par le technique de la fonte à cire perdue. Elles portent un décor de symboles liés à la royauté, notamment un visage-pendentif qui évoque un objet de prestige accordé en récompense par l'Oba qui avait le monopole des objets en laiton. Le visage devenu pendentif rappelle la victoire et la relation de sujétion des villes et des royaumes conquis par le royaume du Bénin. Ce motif s'impose dans la première moitié du XVIe siècle, lors du règne du roi guerrier Esigie (vers 1504-1550), dont les conquêtes étendirent considérablement le territoire du royaume.
Les doubles cloches en ivoire finement sculptés sont appelés ainsi en raison de deuxième coupelle résonnante plus petite à l'avant. En règle générale, l'image centrale est l'oba en costume de corail soutenu par les grands prêtres osa et osuan, des fonctionnaires qui s'occupent des autels des deux dieux patrons du royaume. Ces cloches sont encore portées aujourd'hui par l'oba lors d'Emobo, le dernier des rites habilitants du festival Igue. L'oba tape doucement sur l'instrument en ivoire, créant un son rythmique pour calmer et chasser les esprits indisciplinés du royaume.